# Аскаровский сельсовет (Абзелиловский район)
Аска́ровский сельсовет (баш. Асҡар ауыл советы) — сельское поселение в Абзелиловском районе Республики Башкортостан Российской Федерации.

## История
Согласно Закону о границах, статусе и административных центрах муниципальных образований в Республике Башкортостан имеет статус сельского поселения.

## Население
| 1968  | 2002  | 2009  | 2010  | 2012  | 2013  | 2014  | 2015  | 2016  |
| ----- | ----- | ----- | ----- | ----- | ----- | ----- | ----- | ----- |
| 2978  | ↗7561 | ↗7916 | ↗8160 | ↗8262 | ↗8471 | ↗8660 | ↗8852 | ↗9128 |
| 2017  |       |       |       |       |       |       |       |       |
| ↗9326 |       |       |       |       |       |       |       |       |

## Состав сельского поселения
| № | Населённый пункт | Тип населённого пункта       | Население |
| - | ---------------- | ---------------------------- | --------- |
| 1 | Аскарово         | село, административный центр | ↗9208     |
| 2 | Даутово          | деревня                      | ↗352      |
| 3 | Кулукасово       | деревня                      | ↘77       |
| 4 | Ярлыкапово       | деревня                      | ↘54       |
| 5 | Айгырбаткан      | хутор                        | ↘30       |
| 6 | Тирмен           | деревня                      | ↗13       |